# Gaediopsis punoensis
Gaediopsis punoensis là một loài ruồi trong họ Tachinidae.